# TOSスーパータイム
『FNN TOSスーパータイム』（エフエヌエヌ ティーオーエススーパータイム）は、1985年4月7日から1986年3月30日まで1年間、テレビ大分で生放送されていた日曜日夕方のローカルワイドニュース番組である（フジテレビ発『FNNスーパータイム』の大分県ローカルパート扱い）。

## 放送時間
- 毎週日曜 17:30 - 18:00 （日本標準時）。

## 番組概要
- 『FNNニュースレポート5:30』のテレビ大分ローカルパートがフジテレビ発の全国ニュースとともに終了したのに伴い、替わって独自タイトルを冠するこの番組がスタートした。

- 『FNNスーパータイム』のローカルパートであると同時に、『FNNニュースインおおいた TOS』の日曜版という位置付けでもあった。

- 本番組はまず『FNNスーパータイム』を放送した後、17:50から大分県内のニュースと天気予報を伝えるというスタイルを取っていた。

## キャスター
- テレビ大分の男性アナウンサー及び女性アナウンサーがシフト勤務制で担当していた。